# Nordost Autobahn
La Nordost Autobahn (A6, Autostrada Nord-orientale) è un'autostrada (Autobahn) dell'Austria orientale che collega la Slovacchia al sistema stradale austriaco.
Ha origine alla giunzione con la A4 presso Bruckneudorf e si dirige verso est, passando Potzneusiedl, attraversando il fiume Leitha su un ponte lungo 410 metri; dopo Gattendorf segue la strada statale esistente dirigendosi verso nord-est e presso Kittsee gira verso est verso il confine slovacco, dove esiste la dogana fin dal 1998.
La costruzione ebbe inizio nel novembre 2004 e terminò nel novembre 2007. Il progetto totale prevedeva 182 milioni di euro, ma alla fine i costi reali si sono attestati a 146 milioni. L'autostrada è stata inaugurata il 19 novembre 2007, ed è stata aperta al traffico il 20 novembre 2007.